# Eumonoicomyces papuanus
Eumonoicomyces papuanus Thaxt.– gatunek grzybów z rzędu owadorostowców (Laboulbeniaceae).

## Systematyka i nazewnictwo
Pozycja w klasyfikacji według Index Fungorum: Eumonoicomyces, Laboulbeniaceae, Laboulbeniales, Laboulbeniomycetidae, Laboulbeniomycetes, Pezizomycotina, Ascomycota, Fungi.
Gatunek ten po raz pierwszy opisał w 1901 r. Roland Thaxter na owadach z rodzaju Oxytelus.

## Charakterystyka
Grzyb mikroskopijny, pasożyt owadów, nie powodujący jednak jego śmierci i zwykle nie wyrządzający mu większych szkód. W Polsce jego występowanie podał Tomasz Majewski w 1994, 1999 i 2003 r. na chrząszczu Anotylus nitidulus z rodziny kusakowatych (Staphylinidae).